# Jens Steinigen
Jens Steinigen (ur. 2 września 1966 w Dippoldiswalde) – niemiecki biathlonista, reprezentujący również NRD, mistrz olimpijski i dwukrotny medalista mistrzostw świata.

## Kariera
Karierę rozpoczął w 1985 roku startując na mistrzostwach świata juniorów w Egg, gdzie zdobył trzy medale: złoto w sztafecie i biegu indywidualnym oraz brąz w sprincie. Na rozgrywanych rok później mistrzostwach świata juniorów w Falun ponownie zdobył złoto w sztafecie. W Pucharze Świata zadebiutował 23 stycznia 1986 roku w Feistritz, zajmując 38. miejsce w biegu indywidualnym. Pierwsze punkty (do sezonu 2000/2001 punkty zdobywało 25. najlepszych zawodników) zdobył 17 grudnia 1986 roku w Obertilliach, gdzie w tej samej konkurencji był trzynasty. Na podium zawodów tego cyklu po raz pierwszy stanął 19 grudnia 1991 roku w Hochfilzen, wygrywając bieg indywidualny. W zawodach tych wyprzedził Francuza Christiana Dumonta i swego rodaka Marka Kirchnera. W kolejnych startach jeszcze trzy razy plasował się w czołowej trójce: 18 stycznia 1992 roku w Ruhpolding wygrał sprint, 17 grudnia 1992 roku w Pokljuce był trzeci w biegu indywidualnym, a 20 marca 1993 roku w Kontiolahti zajął trzecie miejsce w sprincie. Najlepsze wyniki osiągnął w sezonie 1992/1993, kiedy zajął ósme miejsce w klasyfikacji generalnej.
W 1992 roku wspólnie z Ricco Großem, Markiem Kirchnerem i Fritzem Fischerem wywalczył złoty medal w sztafecie podczas igrzysk olimpijskich w Albertville. Zajął tam także szóste miejsce w sprincie i 29. miejsce w biegu indywidualnym. Na rozgrywanych dwa lata później igrzyskach olimpijskich w Lillehammer był piąty w biegu indywidualnym. W międzyczasie razem ze Svenem Fischerem, Frankiem Luckiem i Markiem Kirchnerem zajął trzecie miejsce w sztafecie podczas mistrzostw świata w Borowcu w 1993 roku. Ponadto w 1994 roku zdobył brąz w zawodach drużynowych na mistrzostwach świata w Canmore, gdzie wystąpił ze Steffenem Hoosem, Marco Morgensternem i Peterem Sendelem.
W 1986 roku był mistrzem NRD w sztafecie, a w latach 1991 i 1993 był mistrzem Niemiec w sprincie. Karierę zakończył w 1996 roku.
Od 2000 roku pracuje jako adwokat w Traunstein.

## Osiągnięcia

### Igrzyska olimpijskie
| Rok  | Miejscowość | Konkurencje | Konkurencje | Konkurencje | Konkurencje | Konkurencje | Konkurencje | Konkurencje |
| Rok  | Miejscowość | IN          | SP          | PU          | MS          | RL          | MR          | SR          |
| ---- | ----------- | ----------- | ----------- | ----------- | ----------- | ----------- | ----------- | ----------- |
| 1992 | Albertville | 29.         | 6.          | nd.         | nd.         | 1.          | nd.         | –           |
| 1994 | Lillehammer | 5.          | –           | nd.         | nd.         | –           | nd.         | –           |

### Mistrzostwa świata
| Rok  | Miejscowość | Konkurencje | Konkurencje | Konkurencje | Konkurencje | Konkurencje | Konkurencje | Konkurencje |
| Rok  | Miejscowość | IN          | SP          | PU          | MS          | RL          | MR          | SR          |
| ---- | ----------- | ----------- | ----------- | ----------- | ----------- | ----------- | ----------- | ----------- |
| 1993 | Borowec     | 33.         | –           | nd.         | nd.         | 3.          | nd.         | –           |

### Puchar Świata

#### Miejsca w klasyfikacji generalnej
| Sezon     | Miejsce |
| --------- | ------- |
| 1985/1986 | -       |
| 1986/1987 | 30.     |
| 1991/1992 | 22.     |
| 1992/1993 | 8.      |
| 1993/1994 | 32.     |
| 1994/1995 | 17.     |
| 1995/1996 | 41.     |

#### Miejsca na podium chronologicznie
| Lp. | Dzień       | Rok  | Miejscowość | Konkurencja                | Lokata | Pudła   | Czas biegu | Strata | Zwycięzca             |
| --- | ----------- | ---- | ----------- | -------------------------- | ------ | ------- | ---------- | ------ | --------------------- |
| 1.  | 19 grudnia  | 1991 | Hochfilzen  | Bieg indywidualny na 20 km | 1.     | 1+0+0+0 | 1:03:02,4  | –      | –                     |
| 2.  | 18 stycznia | 1992 | Ruhpolding  | Sprint na 10 km            | 1.     | 0+0     | 27:23,9    | –      | –                     |
| 3.  | 17 grudnia  | 1992 | Pokljuka    | Bieg indywidualny na 20 km | 3.     | 0+0+0+0 | 55:15,5    | +55,3  | Patrice Bailly-Salins |
| 4.  | 20 marca    | 1993 | Kontiolahti | Sprint na 10 km            | 3.     | 0+1     | 25:22,1    | +46,0  | Sven Fischer          |